# Harsiese I
Harsiese I – władca starożytnego Egiptu, zaliczany do XXII dynastii libijskiej, panował prawdopodobnie około 865 roku p.n.e.
Był synem wielkiego kapłana Amona Szeszonka, późniejszego Szeszonka II i Nestanebtaszeru.
Prawdopodobnie w latach 874-860 p.n.e. sprawował funkcję kapłana Amona lub wielkiego kapłana Amona w Tebach. W tym czasie władzę królewską sprawował Osorkon II, którego stolica było Tanis. Osorkon II wyraził zgodę na objęcie droga sukcesji stanowiska Wielkiego Kapłana Amona przez syna Szeszonka II – właśnie Harsiese I.
W czwartym roku panowania Osorkona w Tanis, Harsiese ogłosił się królem w Tebaidzie, przyjmując królewską tytulaturę. Panował prawdopodobnie do 850 roku p.n.e. przez kilkanaście lat łącząc władzę kapłańską i królewską. Władzę kapłańską objął po nim jego syn, którego istnienie poświadczyły znaleziska wyposażenia grobowego z Koptos. Istnieją hipotezy mówiące, że Harsiese nigdy nie osiągnął godności wielkiego kapłana Amona, lecz był tylko jednym z grona kapłanów i funkcję tę sprawował już od końca panowania Takelota I, w czasach gdy Wielkimi Kapłanami Amona byli bracia Takelota: Juwelot i Smendes.

## Tytulatura
| M23 · X1 | L2 · X1 |

| M23 · X1 | L2 · X1 |

| N5 | S1 | L1 | M17 | Y5 · N35 | U21 · N35 |

| N5 | S1 | L1 | M17 | Y5 · N35 | U21 · N35 |

| N5 | S1 | L1 | M17 | Y5 · N35 | U21 · N35 |

| N5 | S1 | L1 | M17 | Y5 · N35 | U21 · N35 |

| M23 · X1 | L2 · X1 |

| M23 · X1 | L2 · X1 |

| N5 | S1 | L1 | M17 | Y5 · N35 | U21 · N35 |

| N5 | S1 | L1 | M17 | Y5 · N35 | U21 · N35 |

| N5 | S1 | L1 | M17 | Y5 · N35 | U21 · N35 |

| N5 | S1 | L1 | M17 | Y5 · N35 | U21 · N35 |

| G39 | N5 |

| G39 | N5 |

| M17 | Y5 · N35 · N36 | G5 | H8 · Z1 | X1 | Q1 |

| M17 | Y5 · N35 · N36 | G5 | H8 · Z1 | X1 | Q1 |

| M17 | Y5 · N35 · N36 | G5 | H8 · Z1 | X1 | Q1 |

| M17 | Y5 · N35 · N36 | G5 | H8 · Z1 | X1 | Q1 |

| G39 | N5 |

| G39 | N5 |

| M17 | Y5 · N35 · N36 | G5 | H8 · Z1 | X1 | Q1 |

| M17 | Y5 · N35 · N36 | G5 | H8 · Z1 | X1 | Q1 |

| M17 | Y5 · N35 · N36 | G5 | H8 · Z1 | X1 | Q1 |

| M17 | Y5 · N35 · N36 | G5 | H8 · Z1 | X1 | Q1 |